# Школьников, Семён Семёнович
Семён Семёнович Шко́льников (14 января 1918, Бахмут — 27 июля 2015, Таллин) — советский, впоследствии эстонский оператор, режиссёр, сценарист, фронтовой кинооператор Великой Отечественной войны. Народный артист Эстонской ССР (1978), лауреат трёх Сталинских премий (1946, 1947, 1951), Лауреат национальной премии «Ника» (2005) и премии гильдии кинооператоров «Белый квадрат» (2005).

## Биография
Родился в Бахмуте. Был младшим четвёртым ребёнком в семье. Отец, пройдя Гражданскую войну, умер через год после его рождения. Мать была актрисой, имела хороший голос и с небольшим театром ездила по стране. Однажды она выступила перед Л. Н. Толстым в Ясной Поляне. Впоследствии оказалась в Москве, где вторично вышла замуж за ближайшего друга первого мужа.
Живя неподалёку от кинотеатра «Уран» на Сретенке, с детства увлекался кинематографом, слушал выступления представителей Общества друзей советского кино (ОДСК). В шестилетнем возрасте впервые снялся вместе с матерью в массовке фильма. Мальчику пришлось громко кричать при выносе носилок с телом.
После окончания школы ФЗУ поступил работать слесарем-механиком на завод «Серп и Молот».

### Начало карьеры
В сентябре 1934 года оказался на Московской студии кинохроники, где срочно требовался помощник оператору Марку Трояновскому. Одновременно с работой на студии, с 1935 года учился в Институте повышения квалификации творческих работников при Комитете кинематографии СССР, который окончил в 1939 году. В том же году был отобран в группу операторов для выполнения специального задания — на Зимнюю войну.
В 1940 году призван в Красную армию. Служил артиллеристом в Одесском военном округе, учился в полковой школе. Начало Великой Отечественной войны застало его в Бессарабии, тогда же был переброшен в гаубично-артиллерийский полк на линию фронта в Кишинёве. В июле 1941 года получил тяжелое ранение, лечился в госпитале в Пугачёве в Саратовской области. По выздоровлении переучися на миномётчика и вскоре был отправлен на Калининский фронт командиром взвода разведки. Участвуя в освобождении Калинина и Ржева осенью 1942 года был вторично ранен и отправлен в госпиталь в Иваново-Вознесенск.

### Фронтовой оператор
После госпиталя направлен в распоряжение Центральной студии кинохроники и уже с конца сентября 1942 года в звании инженер-капитан работал в киногруппе Калининского фронта снимающим ассистентом оператора. В июне 1943 года вместе с другими военными операторами был командирован в Полоцко-Лепельскую партизанскую зону для съёмок боевых будней партизан, запечатлел на плёнке уничтожение вражеских гарнизонов, подрывы мостов и железнодорожных составов, уничтожения проводной связи и т. д.  .
Школьников был единственным военным оператором, который трижды забрасывался в партизанские отряды. В первый раз это было в Калининской области, потом снял фильм «Освобождение Советской Белоруссии» и в конце войны в Югославии снял фильм «Встреча в Копенгагене».
Один из организаторов подполья и партизанского движения на временно оккупированной территории Белоруссии, командующий Полоцко-Лепельским партизанским соединением Герой Советского Союза В. Е. Лобанок сделал такую запись в мае 1944 года:

В тяжёлой обстановке железного кольца блокады, будучи 5 дней в движении по болотам, товарищ Школьников С. С. показал себя как дисциплинированный, тактически грамотный командир и по своей инициативе провёл группу партизан через сильно охраняемую немцами дорогу Лепель—Докшицы 19 человек без потерь.
— Из боевой характеристики на кинооператора инженер-капитана
Школьникова Семёна Семёновича, ГЦМК. Ф.26.
С июня 1944 года работал в киногруппе 1-й Прибалтийского фронта в качестве ассистента оператора, затем оператора. День Победы встретил в Югославии.

### Послевоенное время
С сентября 1945 года работал на ЦСДФ. В 1946 году переехал к супруге в Таллин, где с 1948 года работал на киностудии «Таллинфильм», снимая документальные фильмы о советской республике. Также автор сюжетов для кинопериодики: «Новости дня», «Пионерия», «Советская Эстония», «Советский спорт», режиссёр  65 выпусков киножурнала «Советская Эстония». Проработал на студии до 1989 года.
В 1979 году в серии «Военные мемуары» вышла книга воспоминаний «В объективе — война», а в 2007 году — «Сквозь огонь и стужу», в которой от лица Алексея Камчатова, молодого выпускника операторского факультета ВГИКа, автор ведёт рассказ о работе фронтовых кинооператоров в годы войны.

Слог книги довольно бесхитростен — в нём начисто отсутствуют малейшие признаки как самолюбования, так и любования словом. Но за счёт того, что эти строки написаны оператором и настоящим мастером своего дела, многие эпизоды буквально врезаются в сознание.
— Александр Вислов, «Литературная газета» № 7 2008
В 2005 году Школьников баллотировался кандидатом на выборах в Таллинское городское собрание от Центристской партии Эстонии, но не набрал достаточного количества голосов. В 2007 году в возрасте 89 лет стал депутатом Таллинского горсобрания в результате сложения с себя депутатских полномочий его однопартийцем. В выборах 2009 года не участвовал.
На протяжении многих лет работал в жюри международного фестиваля короткометражных фильмов «Невиданное кино» (Таллин, Маарду).
Член ВКП(б) с 1945 года, член Союза кинематографистов СССР (СК Эстонской ССР) с 1957 года .
Скончался 27 июля 2015 года в Таллине. Похоронен на кладбище Пярнамяэ.

### Семья
- жена — Зинаида Веселова, переводчица[13];
- сын — Виктор Семёнович Школьников (род. 1946), кинооператор, окончил ВГИК[4].

## Фильмография
Художественные фильмы
- 1956 — Яхты в море
- 1957 — Июньские дни
- 1959 — Подводные рифы
- 1960 — Случайная встреча
- 1971 — Украли Старого Тоомаса (режиссёр, соавтор сценария)

Документальные фильмы
- 1939 — Внеочередная V сессия Верховного Совета СССР 1-го созыва (в соавторстве)
- 1940 — Линия Маннергейма (в соавторстве, в титрах не указан)
- 1942—1943 — Партизаны
- 1943 — Бои на Орловско-Курском направлении (в соавторстве)
- 1943 — Народные мстители (в соавторстве)
- 1944 — Битва за Прибалтику (в соавторстве)
- 1944 — Восьмой удар (в соавторстве)
- 1944 — Летающие крепости (совместно с Л. Котляренко, Б. Шером, Д. Шоломовичев, В. Штатландом)
- 1945 — Освобождение Советской Белоруссии (в соавторстве)
- 1945 — Парад Победы (в соавторстве)
- 1945 — Физкультурный парад
- 1946 — Зимой (совместно с А. Шафраном, И. Бессарабовым, А. Зенсекиным, Р. Халушаковым)
- 1946 — «Красная Звезда» (Югославия) — «ЦДКА» (Москва) (спецвыпуск) (совместно с М. Ошурковым, М. Посельским)
- 1946 — Советская Эстония
- 1946 — Югославия
- 1947 — Выборы в Верховный Совет РСФСР (в соавторстве)
- 1947 — День победившей страны
- 1947 — Советская Литва (совместно с А. Левитаном, А. Шафраном)
- 1948 — Авиапарад в Тушино
- 1949 — Спортивная слава (в соавторстве)
- 1950 — Декада эстонской литературы (режиссёр, оператор совместно с Р. Халушаковым)
- 1950 — Советская Эстония (совместно с  В. Парьелем)
- 1951 — Советская Эстония (2-й вариант)
- 1952 — Мотогонки. Всесоюзное соревнование по мотоциклетному спорту на лично-командное первенство СССР (совместно с Э. Вахером)
- 1953 — Пярндские рыбаки (режиссёр-оператор)
- 1958 — Брюссель 1958 (совместно с Ю. Монгловским, Г. Асатиани, И. Бессарабовым, М. Каюмовым)
- 1962 — Школа героев (совместно с Е. Валдайцевым, С. Фридом)
- 1963 — Под созвездием дружбы (режиссёр)
- 1964 — Там, где жил Хемингуэй (режиссёр)
- 1964 — Камни и хлеб (режиссёр, оператор совместно с А. Сеетом)
- 1965 — На льду Давоса (режиссёр, оператор совместно с Г. Альпом)
- 1967 — Деревня у реки Конго (режиссёр, оператор совместно с Т. Кузьминым)
- 1967 — Повесть о Конго (режиссёр)
- 1972 — Всю ночь война (режиссёр)
- 1976 — Небо далёкое, близкое (режиссёр)
- 1977 — Бой часов (режиссёр)
- 1977 — Над крышами старого Таллина (режиссёр)
- 1977 — Сайа кяйк (режиссёр)
- 1983 — Дело его жизни (режиссёр)
- 1984 — Самая красивая
- 1985 — Окно
- 1987 — Мы — пийресааресцы (режиссёр)
- 1992 — Мария (режиссёр)

## Награды и звания
- орден Красного Знамени (16 ноября 1943)[24];
- Сталинская премия второй степени (26 января 1946) — за съёмки фронтовой кинохроники за 1943—1944 годы[25];
- орден Отечественной войны II степени (2 декабря 1944)[26];
- медаль «Партизану Отечественной войны» I степени (20 августа 1943)[27];
- медаль «За взятие Кенигсберга» (1945)[2];
- медаль «За освобождение Варшавы» (1945)[2];
- медаль «За победу над Германией в Великой Отечественной войне 1941—1945 гг.» (1945)[2];
- медаль «За взятие Берлина»[3];
- Сталинская премия первой степени (10 июня 1947) — за кинокартину «Советская Эстония» (1946)[25];
- Сталинская премия второй степени (14 марта 1951) — за цветную кинокартину «Советская Эстония» (1950)[25];
- Заслуженный деятель искусств Эстонской ССР (1957);
- орден «Знак Почёта»[28];
- орден Дружбы народов[3];
- орден «За заслуги перед народом» (ФНРЮ, 16 ноября 1945)[3];
- Народный артист Эстонской ССР (1978)[4];
- орден Отечественной войны I степени (6.11.1985)[3];
- почётный гражданин Таллина[7];
- знак «За заслуги перед Таллином» (2003)[29];
- национальная премия «Ника» (2005)[25];
- премия гильдии кинооператоров «Белый квадрат» (2005)[25].

## Память
- документальный полнометражный фильм «Семён Школьников… и я снимаю это всё…», режиссёр Виктор Лисакович (2003; «Союзкиносервис»)[2];
- документальный фильм «Война и мир Семёна Школьникова», режиссёр Алёна Суржикова (2008, Эстония)[30].
- «Семён Школьников» — эпизод № 12 двадцатисерийного документального проекта «Как снимали войну» (2020, Гильдия неигрового кино)[31]

## Комментарии
1. ↑  По другим данным С. С. Школьников родился в селе Глуск (ныне городской посёлок в Белоруссии)[4], а также в Москве[5][6].
2. ↑  Из снятой группой операторов кинохроники в 1940 году на Ленинградской студии кинохроники был смонтирован полнометражный документальный фильм «Линия Маннергейма».
3. ↑  В 1943 году на основе съёмок у партизан Центральная студия кинохроники выпустила полнометражный документальный фильм «Народные мстители».